# Vincenzo Coronelli
Vincenzo Maria Coronelli (Veneza, 16 de agosto de 1650 – 9 de dezembro de 1718) foi um frade franciscano, cosmógrafo, cartógrafo, publicista e enciclopedista italiano, conhecido particularmente por seus atlas e globos. Viveu a maior parte de sua vida em Veneza.

## Biografia
Vincenzo Coronelli nasceu provavelmente em Veneza, em 16 de agosto de 1650, o quinto filho de um alfaiate veneziano chamado Maffio Coronelli. Aos dez anos de idade o jovem Vincenzo foi enviado para a cidade de Ravena e foi aprendiz de um xilógrafo. Em 1663 foi admitido na Ordem dos Frades Menores Conventuais, tornando-se noviço em 1665. Aos dezesseis anos de idade publicou o primeiro de seus cento e quarenta trabalhos separados. Em 1671 entrou no Convento de Santa Maria Gloriosa dei Frari em Veneza, e em 1672 foi enviado pela ordem ao Collegio di San Bonaventura em Roma, onde obteve um doutorado em teologia em 1674. Ele se destacou no estudo de astronomia e Euclides. Um pouco antes de 1678 Coronelli começou a trabalhar como geógrafo e foi contratado para fazer um conjunto de globos terrestres e celestes para Rainúncio II Farnésio, duque de Parma. Cada globo finamente trabalhado tinha cinco pés de diâmetro (ca. 175 cm) e impressionou tanto o duque que ele fez de Coronelli seu teólogo. A fama de Coronelli como teólogo cresceu e em 1699 ele foi nomeado padre geral da ordem franciscana.

## Globos para Louis XIV

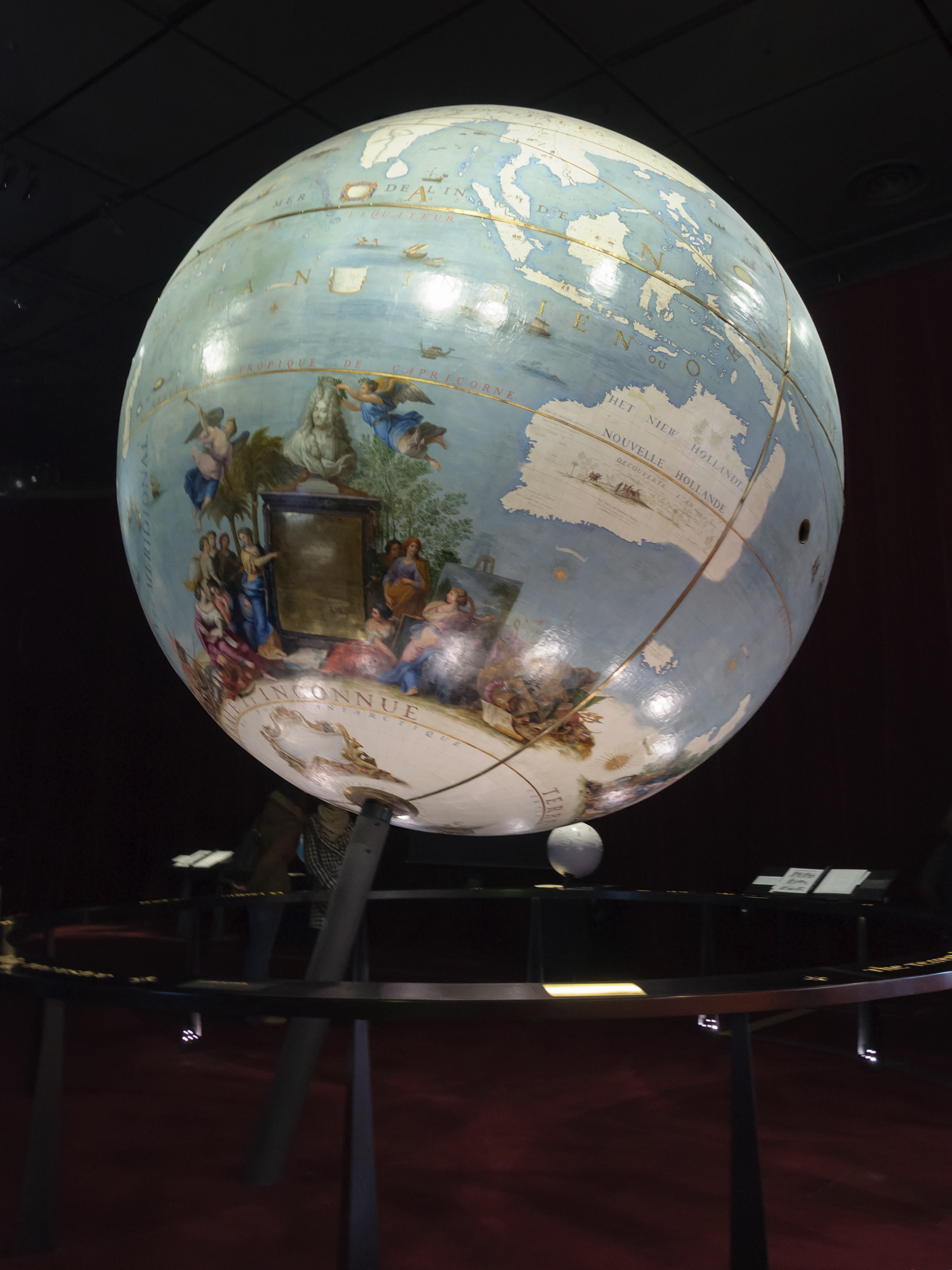
O globo terrestre que Coronelli fez para Louis XIV.

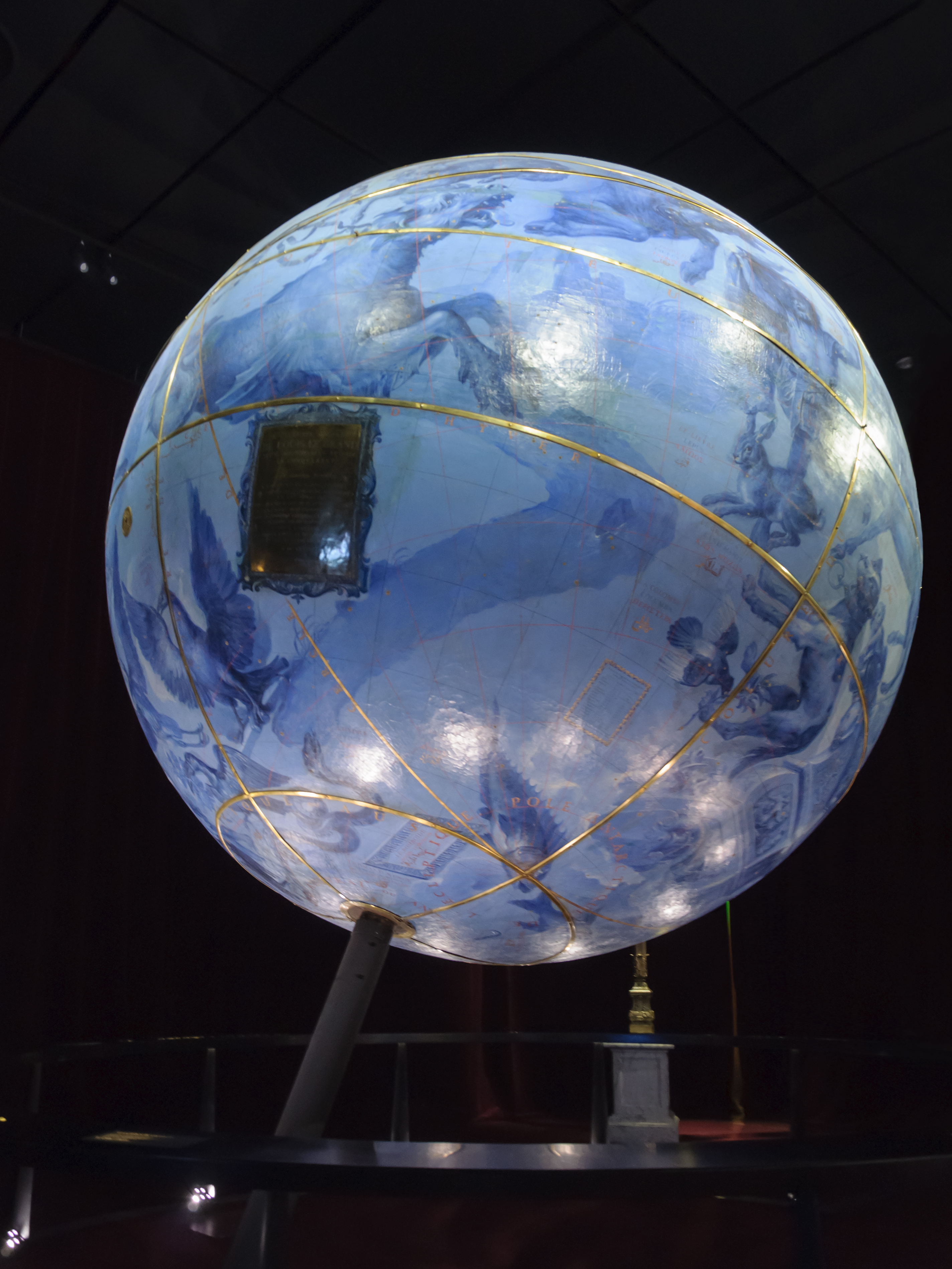
O globo celeste que Coronelli fez para Louis XIV.

O cardeal César d'Estrées, amigo e conselheiro de Luís XIV de França e embaixador em Roma, viu os globos do duque de Parma e convidou Coronelli a Paris em 1681 para construir um par de globos para Sua Majestade Cristianíssima. Coronelli mudou-se para a capital francesa em 1681, onde viveu por dois anos. Cada globo era composto por eixos de madeira dobrada com cerca de três metros de comprimento e quatro polegadas de largura no equador. Esta madeira foi então revestida com uma camada de gesso com cerca de uma polegada de espessura e coberta por uma camada de tecido. Foi em seguida embrulhado em uma camada de um quarto de polegada de dois tecidos muito finos, que davam suporte à informação pintada dos globos. Esses globos, medindo 384 cm de diâmetro e pesando aproximadamente 2 toneladas, estão expostos na Bibliothèque nationale François Mitterrand em Paris. Os globos mostravam as informações mais recentes das explorações francesas na América do Norte, particularmente as expedições de René Robert Cavelier de La Salle.

## Os globos de Bérgamo
O pedido de "globos" começou como uma comissão principesca privada de uma classe exigente, concentrada principalmente nas cortes do norte e do centro da Europa. A arte de globos de cartões revestidos com decoração terrestre ou celestial, manuscrita e frequentemente finamente decorada, teve origem na Itália. Coronelli estava entre os iniciadores desta arte. Os globos mais famosos de Coronelli estão divididos em 2 grupos: o primeiro inclui os globos fabricados para o Duque de Parma e para Louis XIV, que são exclusivos de melhor qualidade; o segundo inclui os construídos desde 1688, como resultado de uma boa experiência. De fato, a qualidade dos globos feitos para Luís XIV oroginou os "pedidos" de outros globos de Coronelli. Sua reputação era tão ampla que provocou o pedido da mais alta classe e instituição, desejando adornar suas bibliotecas com esses elementos não apenas para uso científico, mas também como elemento artístico. Com essa intenção, chegaram a Bérgamo os dois globos que hoje estão no Salone Furietti da Biblioteca Cívica Angelo Mai. A história dos dois globos está intimamente ligada a eventos e políticas culturais que afetaram a cidade de Bérgamo nos últimos 500 anos. De fato, os dois globos Coronelli chegaram a Bérgamo em 1692, quando Angelo Finardi, homem de letras e frade agostiniano, era bibliotecário no mosteiro de Santo Agostinho. Ele encarregou um homem de comprá-los em Veneza apenas com o objetivo de equipar a biblioteca do mosteiro com ferramentas essenciais para a cultura. Em 1797 o mosteiro de Santo Agostinho foi suprimido, e ambos os globos foram confiscados pelas leis napoleônicas e estavam a caminho de serem levados para Paris e reunidos com os globos de Versalhes. No entanto, graças ao nobre Giovanni Battista Vertova, que escondeu os dois globos em sua casa em 1834, eles foram doados por seu filho Andrea à Biblioteca de Bérgamo.

## Outros globos
Outros globos estão na Biblioteca Nacional Austríaca (dois pares de globos de 110 cm de diâmetro estão em exibição na Prunksaal) e um par no Museu do Globo em Viena, na biblioteca da Abadia de Melk, bem como em Trier, Praga, Paris, na Biblioteca Britânica em Londres (apenas globo celeste), Washington, D.C., no Palazzo Poggi em Bolonha (apenas globo terrestre), no Museo della Specola em Bolonha (apenas globo terrestre) e um par na Biblioteca Federiciana em Fano. Tendo sido restaurado e completado, outro globo terrestre de 1688 é exibido na Southwest Collection/Special Collections Library da Universidade de Tecnologia do Texas em Lubbock, Texas.

## Mapas selecionados

America Settentrionale Colle Nuove Scoperti fin all' Anno 1688, de Atlante Veneto

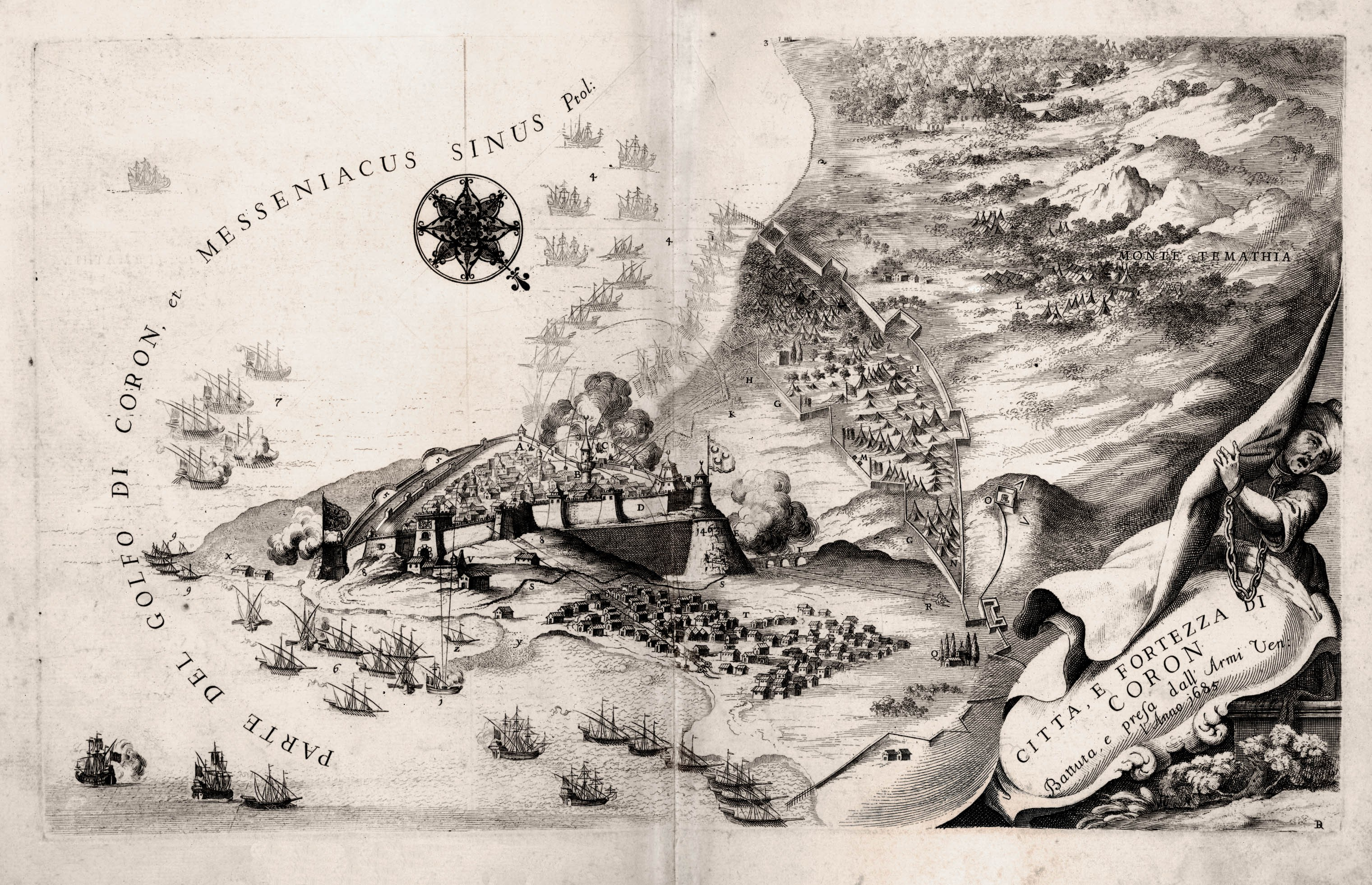
O cerco de Koroni na Grécia pelos venezianos durante a Guerra de Moreia

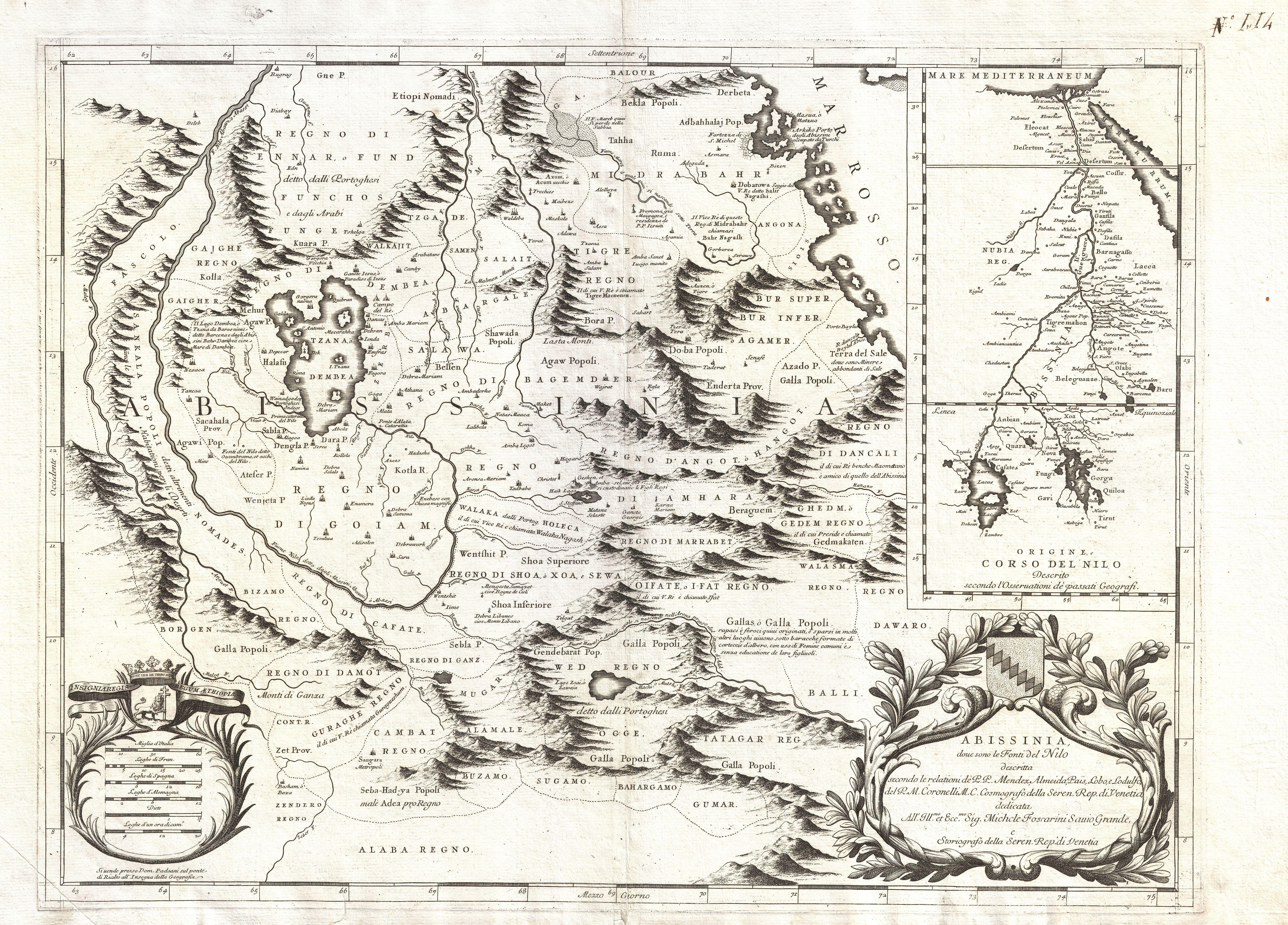
"Abissinia, doue sono le Fonti del Nilo descritta secondo le relationi de P.P. Mendez, Almeida, Pais, Lobo, e Lodulfo del P. M. Coronelli M.C. Cosmografo della Seren. Rep. di Ventia"--Vincenzo Coronelli (1690)

1. 1690-91 Atlante Veneto
2. 1696-97 Isolario dell' Atlante Veneto
3. 1692 Corso geografico universale
4. 1695 Re-issued
5. 1693 Epitome Cosmografica
6. 1693 Libro dei Globi
7. 1701 Re-issued
8. 1695 World Map
9. 1696 Pacific Ocean